# Marajó (Belo Horizonte)
Marajó é um bairro localizado na região Oeste, na cidade brasileira de Belo Horizonte, em Minas Gerais. Com população de 2.876 habitantes , o bairro é de característica habitacional sem a presença de empresas de grande porte. Destaca-se no comércio local armazens, padarias e bares.

## Ligações Externas
- Dados gerais sobre a cidade de Belo Horizonte

https://bairrosdebelohorizonte.webnode.com.br/bairros%20por%20popula%c3%a7%c3%a3o%2c%20censo%20ibge%202010%2c%20parte%20ii-/